# شتيفان مولر (لاعب كرة قدم، 1974)
ستيفان مولر (بالألمانية: Stefan Müller)‏ (8 مارس 1974 بشوبفهايم في ألمانيا - ) هو لاعب كرة قدم ألماني في مركز الدفاع. شارك مع منتخب ألمانيا تحت 21 سنة لكرة القدم. أما مع النوادي، فقد لعب مع نادي فرايبورغ.

## وصلات خارجية
- شتيفان مولر (لاعب كرة قدم، 1974) على موقع قاعدة بيانات كرة القدم.إي يو (الإنجليزية)
- شتيفان مولر (لاعب كرة قدم، 1974) على موقع بيانات كرة القدم. دي إي (الألمانية)
- شتيفان مولر (لاعب كرة قدم، 1974) على موقع عالم كرة القدم.نت (الإنجليزية)